# 꿈을 먹는 메리
《꿈을 먹는 메리》(일본어: 夢喰いメリー 유메쿠이 메리[*])는 우시키 요시타카 원작의 일본의 만화이다. 이는 작가의 첫 장편 작품이며, 2011년 1월부터 TBS 등의 방송사를 통해 동명의 애니메이션으로 방영되었다.

## 줄거리
소꿉친구 아버지의 가게에서 생활하고 있던 고등학생 2학년 후지와라 유메지,그는 특이 제스처를 취하면 다른 이의 꿈을 색깔있는 아우라의 형태로 볼 수 있는 힘이 있다. 매일 밤 고양이의 악몽에 시달리던 그는, 몽마(夢魔, 환계의 주민) 중의 하나인 '체이서 존 도우'에게 그의 그릇을 빼앗길 위기에 처한다. 그러나 그날 만났적 있던 소녀, 메리 나이트메어에게 구해진다. 메리 나이트메어는 환계의 주민이나 영문도 모른채 현세로 오게 되었고 이전 기억을 대부분 잃은 소녀.
유메지는 생명의 은인인 그녀를 돕고 싶어한다. 그녀와 신비한 힘을 가지고 있는 후지와라 유메지는 함께 메리가 환계로 돌아갈 방법을 찾으며, 현세 사람들의 그릇을 차지하려는 몽마들을 환계로 되돌려 보내간다.

## 등장인물
메리 나이트메어 (メリー・ナイトメア)
성우: 사쿠라 아야네 / 힐러리 헤이그
본작의 여주인공. 환계(幻界)의 세계에서 존재하였다가 현세(現世)로 잘못 건너온 몽마(夢魔) 소녀. 그녀는 예전의 기억이 거의 없는 관계로 자신에 관한 과거의 정보를 모르며, 왜 어떻게 현세로 넘어왔는지를 알 수 없다. 이세계의 소년인 유메지를 만나 그와 함께 환계로 돌아갈 방법을 찾으려 한다. 또한 그녀는 몽마이지만,(몽마는 현세의 그릇, 즉 매개체로 삼을 인간이 있어야 현세에 존재 가능.)현세에 자신의 모습 그대로 존재하고 있다.
짙은 자줏빛 머리에 초록빛 눈동자를 가졌고 눈가에 무늬가 있으며 눈 밑에는 톱니바퀴 비슷한 무늬가 있고 작은 몸집에 하얀 바탕의 모자를 쓰고 있다. 그리고 작은 몸집에 비해, 운동 신경과 전투 실력은 상당한 편. 그러나 성격이 좀 제멋대로이다.
좋아하는 간식은 도넛.
후지와라 유메지 (藤原 夢路)
성우: 오카모토 노부히코 / 블레이크 셰퍼드
본 작품의 남자주인공. 현세에 존재해 있는 고교생으로, 손가락을 O자를 만들어 다른 사람을 볼 때, 그 사람의 꿈을 꿰뚫어볼 수 있는 능력을 가졌다. 과거엔 여러 가지 괴로운 일을 겪었으나 지금은 그런 모습을 찾을 수 없을 정도로 밝고 긍정적인 모습을 보여주고 있다. 메리를 만난 후, 메리가 환계로의 돌아갈 방법을 찾으려 하는 걸 같이 도와주고 있다.
타치바나 이사나 (橘 勇魚)
성우: 카야노 아이 / 브리트니 카바우스키
유메지의 동급 여고생이자 소꿉친구. 보통 '사나'라는 별명으로 불리고 있다. 유메지와 함께 더부살이를 하고 있으며, 취미는 그림 그리기로 학교에서도 미술부에 소속되어 있다. 유메지에게 호감을 품고 있지만 그 마음을 표현해내진 못 하고 있음. 메리랑 처음 만났을 때, 그녀를 동생처럼 아껴주며 지내게 된다.
아키야나기 타카테루 (秋柳 貴照)
성우: 타치바나 신노스케 / 크리스토퍼 패튼
유메지, 이사나의 동급생으로, 유메지, 사키랑 같이 문예부에 소속되어 있다. 항상 펜과 종이를 들고 다니며 짧은 시조를 짓는, 특이한 버릇을 가지고 있다.
키리시마 사키 (霧島 咲)
성우: 이세 마리야 / 셸리 컬린블랙
유메지, 이시나의 동급생이며 글래머한 몸집에 보이쉬한 스타일을 가진 여학생이다. 타카테루에게 어떤 사건을 계기로 호감을 갖게 된다.
카와나미 치즈루 (河浪 千鶴)
성우: 우에다 카나 / 멀리사 데이비스
유메지, 이사나가 다니는 학교에 전학을 온 여학생. 어려서 부모님과 사별한 영향으로, 과묵하고 조용한 성격에 사교성이 없는 성격을 가지게 되었다고 한다. 이사나만이 그녀에게 관심을 가져 줘 그녀하곤 친한 편. 좋아하는 음식은 블랙 커피.
그리고 그녀는 몽마 '주카이'에게 복수하려는, 몽마 '레온'의 명령같은 부탁으로 그의 복수를 돕기 위해 그의 그릇이 되었다.
코나기 유이 (光凪 由衣)
성우: 아키야 토모코 / 루시 크리스천
본작의 5화 때 등장하게 된 여고생. 엔기 스리피스의 그릇 역할을 하고 있으며 취미상 독특하면서도 이상한 인형을 수집하는걸 즐기는 성격이다.
이이지마 료타 (飯島 良太)
성우: 스즈무라 켄이치 / 빅 미뇨나
유메지, 이사나가 다니는 학교 교사. 마른 체형과 달리 엄청난 대식가이다. 그것 때문인지 '메시지마 선생('메시'는 일본어로, '밥'을 뜻함.)'이라는 별명을 갖고 있다. 보기엔 온화하고 친절한 교사처럼 보이나, 실은 그는 남의 꿈을 비웃고 깔보는 등 기분 나쁜 면을 가지고 있다. 또한 주카이의 그릇 역할을 하고 있으며 주카이에게 애정을 갖고 있다.
엔기 스리피스 (エンギ・スリーピース)
성우: 엔도 아야 / 섀넌 에머릭
메리가 있는 환계(幻界)에서 현세로 넘어온 몽마. 인간세계에 먼저 갔다가 죽었다는 언니를 잃은 대가로 복수하기 위해 왔으며 메리와는 적대관계까지는 아니지만 감정상으로는 사이가 좋지 않다. 메리에게는 '가지녀'라는 별명으로 불린다.
패티 스리피스 (パティ・スリーピース)
성우: 고토 사오리
엔기의 언니로 인간 세계로 강림하였던 중 살해되어 이미 고인(故人)으로 나온 캐릭터이다.
체이서 존 도우 (ジョン・ドゥ)
성우: 나카타 죠지 / 크리스토퍼 에어스
메리가 있는 환계에서 온 가면을 쓴 몽마. 의인화 고양이들을 부하로 이끌고 있으며 고양이들로부터는 대장이라 불리고 있다. 처음엔 유메지의 몸을 빼앗으려 했지만 메리에 의해 가면이 파괴되는 등 지고 만다. 이후 그는 유메지의 몸을 뺏는 걸 그만 두고 메리와 유메지의 운명을 바라보고 있다.
에르클레스 (エルクレス) / 파로스 (ファロス)
성우: 미야케 켄타 / 데이비드 머트랭가
환계를 넘어 현세를 빼앗기 위해 자신의 세력을 넓히고 있는 몽마.
미스톨틴 (ミストルティン) / 주카이 (樹海)
성우: 야하기 사유리 / 모니카 리얼
애니에서만 등장하는 오리지널 캐릭터로, 살생을 즐기는 여성형 몽마. 인간을 강제로 그릇으로 만들고 인간에게 깃들인 몽마를 잔인하게 죽이는 등 광적인 모습을 보인다.

## 단행본
일본에서는 호분샤 〈만화 타임 KR 코믹스〉 레이블을 통해 발매되고 있으며, 대한민국에서는 대원씨아이가 번역·발매하고 있다.
- 제1권
  - 일본: ISBN 978-4-8322-7748-9(2008년 10월 27일 발매)
  - 대한민국: ISBN 978-89-252-6201-7(2010년 6월 15일 발매)
- 제2권
  - 일본: ISBN 978-4-8322-7804-2(2009년 5월 12일 발매)
  - 대한민국: ISBN 978-89-252-6343-4(2010년 7월 15일 발매)
- 제3권
  - 일본: ISBN 978-4-8322-7856-1(2009년 11월 11일 발매)
  - 대한민국: ISBN 978-89-252-6772-2(2010년 10월 15일 발매)
- 제4권
  - 일본: ISBN 978-4-8322-7903-2(2010년 4월 12일 발매)
  - 대한민국: ISBN 978-89-252-7028-9(2010년 12월 15일 발매)
- 제5권
  - 일본: ISBN 978-4-8322-7968-1(2010년 12월 11일 발매)
  - 대한민국: ISBN 978-89-252-7594-9(2010년 3월 28일 발매)
- 제6권
  - 일본: ISBN 978-4-8322-7988-9(2011년 2월 12일 발매)
  - 대한민국: ISBN 978-89-252-7830-8(2011년 5월 27일 발매)
- 제7권
  - 일본: ISBN 978-4-8322-4051-3(2011년 8월 11일 발매)
  - 대한민국: ISBN 978-89-252-8878-9(2011년 11월 2일 발매)
- 제8권
  - 일본: ISBN 978-4-8322-4136-7(2012년 4월 11일 발매)
  - 대한민국: ISBN 978-89-6725-154-3(2012년 8월 10일 발매)
- 제9권
  - 일본: ISBN 978-4-8322-4202-9(2012년 10월 12일 발매)
  - 대한민국: ISBN 978-89-6725-934-1(2013년 1월 29일 발매)

## 애니메이션
2011년 1월부터 TBS, MBS, BS-TBS 등의 방송사를 통해 방영되고 있다. 대한민국에서는 애니플러스가 일본어 음성에 한국어 자막을 덧씌워 방영하고 있다.

### 제작진
- 원작·디자인 협력: 우시기 요시타카
- 감독: 야마우치 시게야스
- 시리즈 구성: 시라네 히데키
- 캐릭터 디자인·총 작화감독: 후지 마사히로
- 소품 디자인: 히야미즈 유키에
- 미술 감독: 마츠모토 켄지, 유키 유키에
- 색채 설계: 이시다 미유키
- 촬영 감독: 쿠로사와 유타카
- 편집: 니시야마 시게루
- 음향 감독: 모토야마 사토시
- 음향 효과: 무토 아키코(사운드 박스)
- 사운드 믹서: 네기시 노부히로
- 사운드 에디터: 타케다 초쿠조
- 음향 제작 담당: 하마노 타카토시
- 음향 제작: 매직 캡슐
- 녹음 스튜디오: 프로센 스튜디오
- 음악: 오쿠 케이이치
- 음악 프로듀서: 타카토리 마사시
- 음악 제작: 포니 캐니언
- 작화: 무라카미 히토시, 후루카와 요코, 타카스 히사시, 요시카와 마사코
- 프로듀서: 타나카 준이치로, 나카무라 신이치, 카토 아키오, 요시카와 아츠시
- 애니메이션 총괄: 마츠쿠라 유지
- 애니메이션 제작: J.C.STAFF
- 제작: 꿈을 먹는 메리 제작위원회, TBS
- 제작 협력: 포니 캐니언, 호분샤, 마크레이

### 주제가
오프닝 테마 "Daydream Syndrome"
작사·작곡·편곡 - void(IOSYS)
노래 - 후지와라 마리나
엔딩 테마 〈꿈과 희망과 내일의 나〉(ユメとキボーとアシタのアタシ)
작사 - 하카세(IOSYS) / 작·편곡 - ARM(IOSYS)
노래 - 메리 나이트메어 (성우: 사쿠라 아야네)

### 방영 목록
부제의 풀이는 애니플러스의 표기를 따른다.
| 화수   | 부제 (원제/풀이)                             | 각본          | 그림 콘티         | 연출              | 작화감독                                                                                              | 총 작화감독   |
| ------ | -------------------------------------------- | ------------- | ----------------- | ----------------- | --- | ------------- |
| 제1화  | 夢現 (몽현)                                  | 시라네 히데키 | 야마우치 시게야스 | 야마우치 시게야스 | 후지 마사히로                                                                                         | ·             |
| 제2화  | 夢もキボーも (꿈도 희망도)                   | 시라네 히데키 | 야마우치 시게야스 | 야마우치 시게야스 | 사이토 미카                                                                                           | 후지 마사히로 |
| 제3화  | 夢の向こうから (꿈의 저편에서)               | 시라네 히데키 | 야마우치 시게야스 | 야마우치 시게야스 | 히야미즈 유키에                                                                                       | 후지 마사히로 |
| 제4화  | 夢喰いメリー (꿈을 먹는 메리)                | 시라네 히데키 | 키무라 노부카게   | 키무라 노부카게   | 아오이 사요 토쿠나가 사야카 사토 이쿠코 이토 카오리 사쿠라이 치카요시                                 | 후지 마사히로 |
| 제5화  | 夢に惑って (꿈에 방황하며)                   | 시라네 히데키 | 야마우치 시게야스 | 야마우치 시게야스 | 코바야시 에미코                                                                                       | 후지 마사히로 |
| 제6화  | 夢邂逅 (꿈의 해후)                           | 시라네 히데키 | 야마우치 시게야스 | 후지세 준이치     | 사이토 아츠시                                                                                         | 후지 마사히로 |
| 제7화  | 夢と水着と海の色 (꿈과 수영복과 바다의 색깔) | 시라네 히데키 | 오미 나에코       | 스즈키 켄타로     | 아오이 사요 오부치 요스케 테루다 아키코 묘친 우사쿠 미즈카미 론도 히야미즈 유키에                     | 후지 마사히로 |
| 제8화  | 夢回廊 (꿈의 회랑)                           | 시라네 히데키 | 키무라 노부카게   | 키무라 노부카게   | 온지 마사유키                                                                                         | 후지 마사히로 |
| 제9화  | 夢乱れて (꿈에 흔들리며)                     | 시라네 히데키 | 오미 나에코       | 소토메 코이치로   | 코바야시 에미코 아라이 노부히로 쿠마타 아키코 이토 카오리 묘친 우사쿠                                 | 후지 마사히로 |
| 제10화 | 夢から覚めずに (꿈에서 깨지 않고)            | 시라네 히데키 | 키무라 노부카게   | 키무라 노부카게   | 사이토 아츠시 사이토 미카                                                                             | 후지 마사히로 |
| 제11화 | 夢の守り人 (꿈지기)                          | 시라네 히데키 | 야마우치 시게야스 | 타카시마 다이스케 | 히야미즈 유키에                                                                                       | 후지 마사히로 |
| 제12화 | 夢魘 (몽엽)                                  | 시라네 히데키 | 야마우치 시게야스 | 스즈키 켄타로     | 카메타니 쿄코 쿠마다 아키코 토쿠다 켄로 코바야시 에미코 온지 마사유키 토미오카 히로시 히야미즈 유키에 | 후지 마사히로 |
| 제13화 | 夢、ふたたび (꿈, 다시)                      | 시라네 히데키 | 야마우치 시게야스 | 야마우치 시게야스 | 카사이토 아츠시 히야미즈 유키에 후지이 아키히로 이토 카오리                                           | 후지 마사히로 |